# Агіади
Агіади — один з двох царських родів Спарти, ймовірно ахейського походження. Походили від напівлегендарного спартанського царя Агіса І, сина Еврісфена.

## Родовід
```
                                        
Еврісфен

                                             |
                                             |
                                          
Агіс I

                                       ______|______
                                      |             |
                                 
Ехестрат
        
Лікург

                            ´         |
                                      |
                                   
Лабот

                                      |
                                      |
                                  
Дорісс
-
Плісід

                                      |
                                      |
                                 
Агесілай I

                                      |
                                      |
                                  
Менелай

                                      |
                                      |
                                  
Архелай Спартанський

                                      |
                                      |
                                  
Телекл

                                      |
                                      |
                                  
Алкамен

                                      |
                                      |
                                  
Полідор

                                      |
                                      |
                                  
Еврікрат

                                      |
                                      |
                                  
Анаксандр
 ∞ 
Леандріда

                                             |
                                             |
                                        
Еврікратид

                                             |
                                             |
                                            
Лев

                                             |
                                             |
                          Дружина 1 ∞ 
Анаксандрід II
 ∞ Дружина 2
     _________________________________|___           |
    |                    |                |          |
 
Доріей
            
Клеомброт
               |      
Клеомен I

    |            ________|__              |          |
    |           |           |             |          |

Евріанакс
  
Нікомед
      
Павсаній
      
Леонід I
    ∞  
Горго

                   ________|__                   |
                  |           |                  |
             
Плейстонакс
   
Клеомен
           
Плістарх

      ____________|
     |            |
 
Павсаній
   
Арістодем

     |________________
     |                |
 
Агесіполід I
   
Клеомброт I

       _______________|
      |               |
 
Агесіполід II
   
Клеомен II

           ___________|
          |           |
      
Акротат (син Клеомена)
   
Клеонім

          |           |
          |           |
       
Арей I
   
Леонід II
 ∞ 
Кратесіклея

      ____|                    |____________________________________________________
     |                         |                      |                             |
 
Акротат
 ∞ 
Хілонія
   
Клеомен III
 ∞ 
Агіата
   
Хілонія
 ∞ 
Клеомброт II
               
Евклід

           |                                    ____________|
           |                                   |            |
       
Арей II
                           
Агесіполід
   
Клеомен

                                               |
                                               |
                                          
Агесіполід III
```